# Daniel Okulitch
Daniel Okulitch (né le 30 janvier 1976 à Ottawa) est un baryton-basse canadien.
Il a créé le rôle-titre de The Fly au théâtre du Châtelet et de Brokeback Mountain au Teatro Real.